# Фос (Де Севр)
Фос (фр. Fosses) насеље је и општина у западној Француској у региону Поату-Шарант, у департману Де Севр која припада префектури Ниор.
По подацима из 2011. године у општини је живело 447 становника, а густина насељености је износила 37,13 становника/km². Општина се простире на површини од 12,04 km². Налази се на средњој надморској висини од 70 метара (максималној 101 m, а минималној 51 m).

## Демографија
| 1962. | 1968. | 1975. | 1982. | 1990. | 1999. | 2011. |
| ----- | ----- | ----- | ----- | ----- | ----- | ----- |
| 288   | 323   | 326   | 319   | 314   | 350   | 447   |

График промене броја становника у току последњих година